# Orion 7
Orion 7 var en planerad flygning som aldrig genomfördes, i det numera nedlagda Constellationprogrammet

## Färdplan
Flygningen skulle ha transporterat flera personer till och från Internationella rymdstationen. Farkosten skulle varit dockad med ISS i upp till 6 månader innan den återvände till jorden.